# 萬怡酒店
萬怡酒店（Courtyard by Marriott）是萬豪國際酒店集團旗下一個经典精选级别酒店品牌。首間萬怡酒店建於1983年，為萬豪國際酒店集團首個姊妹品牌。
截至2017年8月為止，全球共有1159間萬怡酒店營運中。

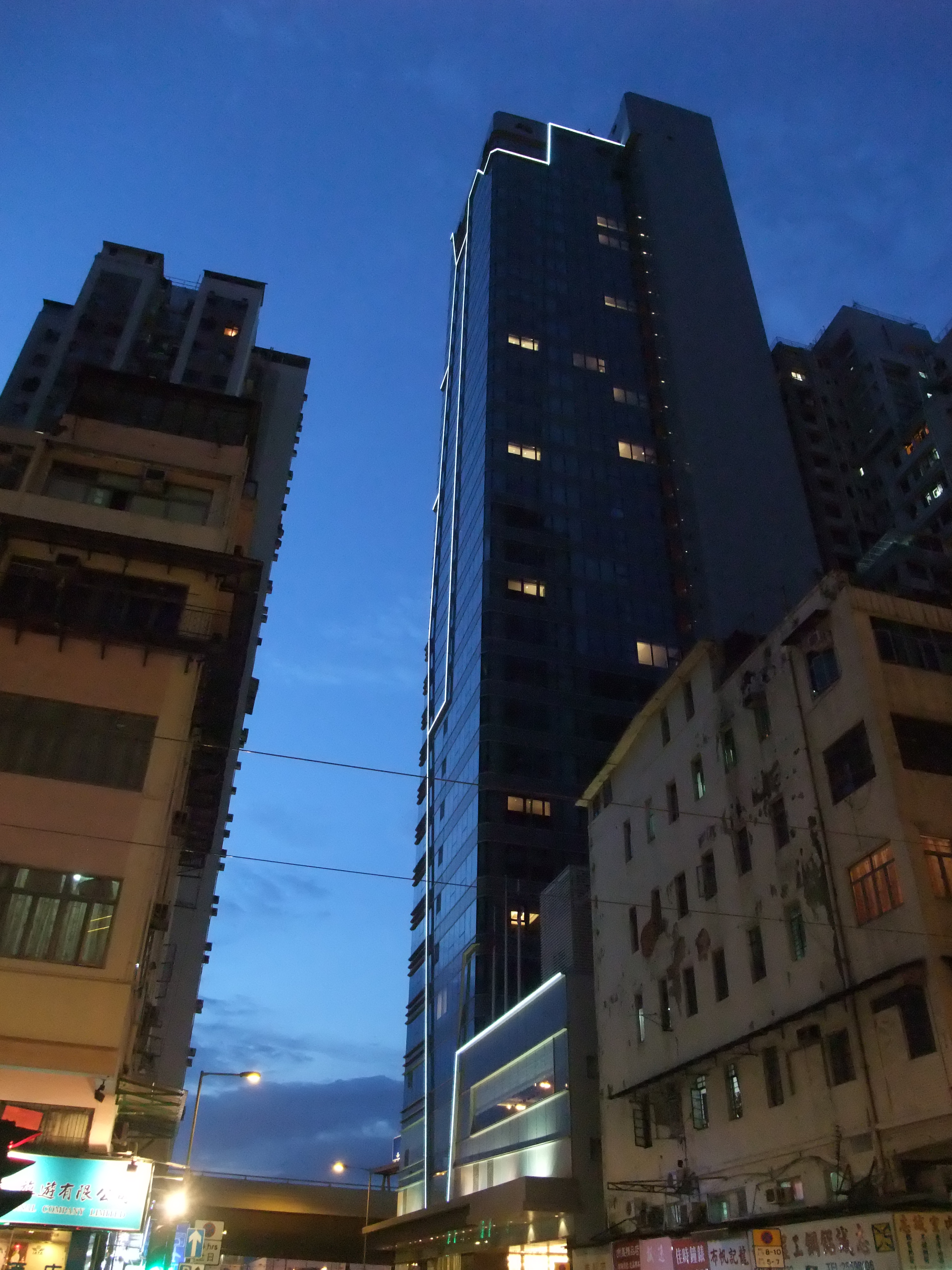
香港萬怡酒店